# Argentinië op de Olympische Zomerspelen 1988
Argentinië nam deel aan de Olympische Zomerspelen 1988 in Seoul, Zuid-Korea. Het Zuid-Amerikaanse land won twee medailles bij deze editie: een zilveren en een bronzen plak.

## Medaillewinnaars
| Sport | Olympiër | Onderdeel     | Medaille |
| --- | --- | ------------- | -------- |
| Tennis | Gabriela Sabatini | enkelspel (v) | Zilver   |
| Volleybal | \| mannen volleybalploeg \| mannen volleybalploeg \| \| ------------------------------------------------------------------------------------------------------------------------------------------------------------------------------ \| --------------------- \| \| Claudio Zulianello Daniel Castellani Esteban Martínez Alejandro Diz Daniel Colla Javier Weber Hugo Conte Waldo Kantor Raúl Quiroga Jon Uriarte Esteban de Palma Juan Cuminetti \| \| | zaal (m)      | Brons    |
| mannen volleybalploeg | |               |          |
| Claudio Zulianello Daniel Castellani Esteban Martínez Alejandro Diz Daniel Colla Javier Weber Hugo Conte Waldo Kantor Raúl Quiroga Jon Uriarte Esteban de Palma Juan Cuminetti | |               |          |

## Resultaten per onderdeel

### Atletiek
| Olympiër           | Discipline         | Resultaat | Prestatie                      |
| ------------------ | ------------------ | --------- | ------------------------------ |
| Fernando Pastoriza | hoogspringen (m)   | 26e       | kwalificatie B: 13e met 2,10m  |
| Andrés Charadia    | kogelslingeren (m) | 25e       | kwalificatie B: 15e met 68,26m |

### Boksen
| Olympiër          | Discipline | Resultaat | Prestatie                                         |
| ----------------- | ---------- | --------- | ------------------------------------------------- |
| Carlos Eluaiza    | -48kg (m)  | 17e       | 1e ronde: vrij 2e ronde: V van URS Makhmutov: 0-5 |
| Domingo Damigella | -57kg (m)  | 33e       | 1e ronde: V van GBR Anderson: 1-4                 |
| Jorge López       | -71kg (m)  | 9e        | 1e ronde: vrij 2e ronde: V van GDR Heydeck: 0-5   |

### Boogschieten
| Olympiër        | Discipline      | Resultaat | Prestatie                 |
| --------------- | --------------- | --------- | ------------------------- |
| Angel Bello     | individueel (m) | 81e       | kwalificatie: 1017 punten |
| Claudio Pafundi | individueel (m) | 75e       | kwalificatie: 1126 punten |

### Hockey

#### Mannen
| Olympiër | Discipline | Resultaat | Prestatie |
| --- | ---------- | --------- | --- |
| Otto Schmitt Alejandro Siri Miguel Altube Marcelo Mascheroni Marcelo Garraffo Edgardo Pailos Alejandro Doherty Aldo Ayala Carlos Geneyro Gabriel Minadeo Alejandro Verga Fernando Ferrara Emanuel Roggero Franco Nicola Martín Sordelli Mariano Silva | mannen     | 8e        | groepsfase: 4e V van Nederland: 1-5 V van Australië: 0-4 V van Pakistan: 1-2 W van Spanje: 1-0 W van Kenia: 5-1 5-8e plaats: V van India: 6-6 (3-4) 7-8e plaats: V van Sovjet-Unie: 4-1 |

| Groep A |            |             |             |             |             |            |            |            |        |
| #       | Land       | Wedstrijden | Wedstrijden | Wedstrijden | Wedstrijden | Doelpunten | Doelpunten | Doelpunten | Punten |
| #       | Land       | G           | W           | G           | V           | V          | T          | Saldo      | Punten |
| 1       | Australië  | 5           | 5           | 0           | 0           | 19         | 3          | +16        | 10     |
| 2       | Nederland  | 5           | 3           | 1           | 1           | 12         | 6          | +6         | 7      |
| 3       | Pakistan   | 5           | 3           | 0           | 2           | 15         | 8          | +7         | 6      |
| 4       | Argentinië | 5           | 2           | 0           | 3           | 8          | 12         | -4         | 4      |
| 5       | Spanje     | 5           | 1           | 1           | 3           | 6          | 10         | -4         | 3      |
| 6       | Kenia      | 5           | 0           | 0           | 5           | 5          | 26         | -21        | 0      |

| Ronde        | Datum | Plaats      | Land      | Score      | Land |
| ------------ | ----- | ----------- | --------- | ---------- | ---- |
| Groepsfase   |       |             |           |            |      |
| 18 september | Seoel | Nederland   | 5-1       | Argentinië |      |
| 20 september | Seoel | Australië   | 4-0       | Argentinië |      |
| 22 september | Seoel | Pakistan    | 2-1       | Argentinië |      |
| 24 september | Seoel | Argentinië  | 1-0       | Spanje     |      |
| 26 september | Seoel | Argentinië  | 5-1       | Kenia      |      |
| 5-8e plaats  |       |             |           |            |      |
| 28 september | Seoel | India       | 6-6 (4-3) | Argentinië |      |
| 7-8e plaats  |       |             |           |            |      |
| 30 september | Seoel | Sovjet-Unie | 4-1       | Argentinië |      |

#### Vrouwen
| Olympiër | Discipline | Resultaat | Prestatie |
| --- | ---------- | --------- | --- |
| Laura Mulhall María Colombo Marisa López María Alejandra Tucat Victoria Carbó Marcela Richezza Gabriela Liz Gabriela Sánchez Moira Brinnand Marcela Hussey Alejandra Palma Laura Ormaechea María Bengochea Alina Vergara María Gabriela Pazos Andrea Fioroni | vrouwen    | 7e        | groepsfase: 3e V van Groot-Brittannië: 1-2 W van Verenigde Staten: 2-1 V van Nederland: 0-1 5-8e plaats: V van Canada: 1-3 7-8e plaats: W van Verenigde Staten: 3-1 |

| Groep A |                  |             |             |             |             |            |            |            |        |
| #       | Land             | Wedstrijden | Wedstrijden | Wedstrijden | Wedstrijden | Doelpunten | Doelpunten | Doelpunten | Punten |
| #       | Land             | G           | W           | G           | V           | V          | T          | Saldo      | Punten |
| 1       | Nederland        | 3           | 3           | 0           | 0           | 9          | 2          | +7         | 6      |
| 2       | Groot-Brittannië | 3           | 1           | 1           | 1           | 4          | 7          | -3         | 3      |
| 3       | Argentinië       | 3           | 1           | 0           | 2           | 2          | 3          | -1         | 2      |
| 4       | Verenigde Staten | 3           | 0           | 1           | 2           | 4          | 7          | -3         | 1      |

| Ronde        | Datum | Plaats           | Land | Score            | Land |
| ------------ | ----- | ---------------- | ---- | ---------------- | ---- |
| Groepsfase   |       |                  |      |                  |      |
| 21 september | Seoel | Argentinië       | 0-1  | Groot-Brittannië |      |
| 23 september | Seoel | Argentinië       | 2-1  | Verenigde Staten |      |
| 25 september | Seoel | Nederland        | 1-0  | Argentinië       |      |
| 5-8e plaats  |       |                  |      |                  |      |
| 27 september | Seoel | Argentinië       | 1-3  | Canada           |      |
| 7-8e plaats  |       |                  |      |                  |      |
| 29 september | Seoel | Verenigde Staten | 1-3  | Argentinië       |      |

### Judo
| Olympiër       | Discipline | Resultaat | Prestatie |
| -------------- | ---------- | --------- | --- |
| Claudio Yafuso | -60kg (m)  | 7e        | 1e ronde: W van GUM Anderson: ippon 2e ronde: W van TUR Yolci: koka 3e ronde: V van KOR Kyung-keun: waza-ari herkansing 1: W van YUG Bećanović: waza-ari herkansing 2: V van FRA Carabetta: ippon |
| Dario García   | -78kg (m)  | 7e        | 1e ronde: W van SEN Attyé: ippon 2e ronde: V van POL Legień: ippon herkansing 1: W van EGY Hussein: waza-ari herkansing 2: V van CAN Doherty: straf                                               |
| Sandro López   | -86kg (m)  | 19e       | 1e ronde: vrij 2e ronde: V van GBR White: yuko |

### Kanovaren
| Olympiër                                                            | Discipline    | Resultaat | Prestatie                                            |
| ------------------------------------------------------------------- | ------------- | --------- | ---------------------------------------------------- |
| Atilio Vásquez                                                      | K-1 1000m (m) | 16e       | serie 3: 6e in 4.01,35 herkansingen: 4e in 3.58,03   |
| Gustavo Cirillo José Luis Marello                                   | K-2 500m (m)  | 22e       | serie 3: 7e in 1.52,42 herkansingen: 6e in 1.46,98   |
| Gustavo Cirillo José Luis Marello Fernando Chaparro Norberto Méndez | K-4 1000m (m) | 17e       | serie 2: 5e in 3.23,33 herkansingen: 4e in 3.24,16   |
|                                                                     |               |           |                                                      |
| María Miliauro                                                      | K-1 500m (v)  | 14e       | serie 1: 6e in 2.12,32 halve finale 3: 4e in 2.11,07 |
| Corina Martín Verónica Arbo                                         | K-2 500m (v)  | 15e       | serie 1: 8e in 1.59,38 herkansingen: 5e in 2.04,72   |

### Roeien
| Olympiër                                                                     | Discipline      | Resultaat | Prestatie                                                             |
| ---------------------------------------------------------------------------- | --------------- | --------- | --------------------------------------------------------------------- |
| Claudio Águila Daniel Scuri                                                  | twee-zonder (m) | 14e       | serie 3: 5e in 6.59,05 herkansingen 3: 4e in 7.06,57                  |
| Rubén D'Andrilli Marcelo Fernández Sergio Fernández González Claudio Guindon | dubbel-vier (m) | 10e       | serie 3: 4e in 6.04,77 herkansingen: 3e halve finale 1: 5e in 5.57,45 |

### Schermen
| Olympiër        | Discipline | Resultaat | Prestatie |
| --------------- | ---------- | --------- | --- |
| Sergio Turiace  | degen (m)  | 57e       | 1e voorronde groep 5: 3e met 2 overwinningen 2e voorronde: 5e met 0 overwinningen                                        |
| Rafael di Tella | degen (m)  | 41e       | 1e voorronde groep 15: 3e met 3 overwinningen 2e voorronde 1: 4e met 1 overwinning 3e voorronde 6: 5e met 1 overwinning  |
| Sergio Turiace  | floret (m) | 57e       | 1e voorronde groep 1: 4e met 1 overwinning 2e voorronde 2: 3e met 2 overwinningen 3e voorronde 8: 5e met 0 overwinningen |

### Schietsport
| Olympiër          | Discipline             | Resultaat | Prestatie                                                      |
| ----------------- | ---------------------- | --------- | -------------------------------------------------------------- |
| Julio César Iemma | 50m geweer liggend (m) | 41e       | kwalificatie: 590 punten (99-98-98-99-100-96)                  |
| Lisandro Sugezky  | 50m pistool (m)        | 40e       | kwalificatie: 572 punten (96-97-97-94-96-92)                   |
| Lisandro Sugezky  | 10m luchtpistool (m)   | 31e       | kwalificatie: 590 punten (99-98-98-99-100-96)                  |
| Firmo Roberti     | skeet (g)              | 8e        | kwalificatie: 8e met 196 punten halve finale: 8e met 49 punten |

### Schoonspringen
| Olympiër       | Discipline    | Resultaat | Prestatie                                                        |
| -------------- | ------------- | --------- | ---------------------------------------------------------------- |
| Verónica Ribot | 3m plank (v)  | 14e       | kwalificatie: 405,87 punten                                      |
| Verónica Ribot | 10m toren (v) | 12e       | kwalificatie: 8e met 377,70 punten finale: 12e met 297,18 punten |

### Tafeltennis
| Olympiër   | Discipline    | Resultaat | Prestatie |
| ---------- | ------------- | --------- | --- |
| Hae-Ja Kim | enkelspel (v) | 33e       | groepsfase: 5e V van NED Vriesekoop: 0-3 V van BUL Guergueltcheva: 0-3 V van TCH Safarova: 0-3 V van YUG Perkučin: 0-3 W van EGY Meshref: 3-1 |

### Tennis
| Olympiër                       | Discipline     | Resultaat | Prestatie |
| ------------------------------ | -------------- | --------- | --- |
| Javier Frana                   | enkelspel (m)  | 17e       | 1e ronde: W van ISR Perkiss: 6-2, 4-6, 6-4, 6-4 2e ronde: V van ARG Jaite: 2-6, 4-6, 2-6 |
| Martín Jaite                   | enkelspel (m)  | 5e        | 1e ronde: W van CAN Pridham: 6-1, 6-3, 6-2 2e ronde: W van ARG Frana: 6-2, 6-4, 6-2 3e ronde: W van KOR Bong-soo: 6-4, 6-1, 6-3 kwartfinale: V van USA Gilbert: 7-5, 1-6, 6-7(5), 3-6                            |
| Javier Frana Martín Jaite      | dubbelspel (m) | 17e       | 1e ronde: V van AUS Derlin/Evernden: 4-6, 1-4, opgave |
|                                |                |           | |
| Bettina Fulco                  | enkelspel (v)  | 33e       | 1e ronde: V van AUT Paulus: 6-7(5), 4-6 |
| Mercedes Paz                   | enkelspel (v)  | 17e       | 1e ronde: W van GRE Tsarbopoulou: 7-6(7), 6-3 2e ronde: V van BUL Maleeva: 1-6, 2-6 |
| Gabriela Sabatini              | enkelspel (v)  | Zilver    | 1e ronde: vrij 2e ronde: W van YUG Goleš: 6-1, 6-0 3e ronde: W van FRG Hanika: 1-6, 6-4, 6-2 kwartfinale: W van URS Zverava: 6-4, 6-3 halve finale: W van BUL Maleeva: 6-1, 6-2 finale: V van FRG Graf: 3-6, 3-6 |
| Mercedes Paz Gabriela Sabatini | dubbelspel (v) | 9e        | 1e ronde: V van CAN Bassett-Seguso/Hetherington: 6-7(8), 7-5, 18-20 |

### Voetbal
| Olympiër | Discipline | Resultaat | Prestatie |
| --- | ---------- | --------- | --- |
| Luis Islas Fabián Cancelarich Rubén Agüero Alberto Boggio Hernán Díaz Néstor Fabbri Néstor Lorenzo Mario Lucca Carlos Mayor Pedro Monzón Claudio Cabrera Daniel Hernández Hugo Pérez Alejandro Ruidiaz Mauro Airez Carlos Alfaro Moreno Jorge Comas Alejandro Russo Darío Siviski | mannen     | 8e        | groepsfase: 2e G tegen Verenigde Staten: 1-1 V van Sovjet-Unie: 1-2 W van Zuid-Korea: 2-1 kwartfinale: V van Brazilië: 0-1 |

| Groep A |                  |             |             |             |             |            |            |            |        |
| #       | Land             | Wedstrijden | Wedstrijden | Wedstrijden | Wedstrijden | Doelpunten | Doelpunten | Doelpunten | Punten |
| #       | Land             | G           | W           | G           | V           | V          | T          | Saldo      | Punten |
| 1       | Sovjet-Unie      | 3           | 2           | 1           | 0           | 6          | 3          | +3         | 5      |
| 2       | Argentinië       | 3           | 1           | 1           | 1           | 4          | 4          | 0          | 3      |
| 3       | Zuid-Korea       | 3           | 0           | 2           | 1           | 1          | 2          | -1         | 2      |
| 4       | Verenigde Staten | 3           | 0           | 2           | 1           | 3          | 5          | -2         | 2      |

| Ronde        | Datum | Plaats           | Land | Score      | Land |
| ------------ | ----- | ---------------- | ---- | ---------- | ---- |
| Groepsfase   |       |                  |      |            |      |
| 18 september | Seoel | Verenigde Staten | 1-1  | Argentinië |      |
| 20 september | Seoel | Sovjet-Unie      | 2-1  | Argentinië |      |
| 22 september | Seoel | Zuid-Korea       | 1-2  | Argentinië |      |
| Kwartfinale  |       |                  |      |            |      |
| 25 september | Seoel | Brazilië         | 1-0  | Argentinië |      |

### Volleybal
| Olympiër | Discipline | Resultaat | Prestatie |
| --- | ---------- | --------- | --- |
| Claudio Zulianello Daniel Castellani Esteban Martínez Alejandro Diz Daniel Colla Javier Weber Hugo Conte Waldo Kantor Raúl Quiroga Jon Uriarte Esteban de Palma Juan Cuminetti | zaal (m)   | Brons     | groepsfase: 2e W van Tunesië: 3-0 (15-5, 15-11, 15-6) V van Japan: 3-1 (15-11, 15-12, 11-15, 15-11) V van Verenigde Staten: 2-3 (15-11, 15-11, 4-15, 15-17, 7-15) W van Nederland: 3-0 (15-11, 15-7, 15-8) V van Frankrijk: 0-3 (7-15, 5-15, 5-15) halve finale: V van Sovjet-Unie: 0-3 (11-15, 15-17, 8-15) bronzen finale: W van Brazilië: 3-2 (15-10, 15-17, 15-8, 12-15, 15-9) |

| Groep B |                  |             |             |             |      |      |       |           |           |           |        |
| #       | Land             | Wedstrijden | Wedstrijden | Wedstrijden | Sets | Sets | Sets  | Setpunten | Setpunten | Setpunten | Punten |
| #       | Land             | G           | W           | V           | V    | T    | Saldo | V         | T         | Saldo     | Punten |
| 1       | Verenigde Staten | 5           | 5           | 0           | 15   | 3    | +12   | 263       | 155       | +108      | 10     |
| 2       | Argentinië       | 5           | 3           | 2           | 11   | 7    | +4    | 219       | 211       | +8        | 8      |
| 3       | Frankrijk        | 5           | 3           | 2           | 10   | 7    | +3    | 222       | 190       | +32       | 8      |
| 4       | Nederland        | 5           | 3           | 2           | 10   | 7    | +3    | 202       | 183       | +19       | 8      |
| 5       | Japan            | 5           | 1           | 4           | 5    | 12   | -7    | 182       | 225       | -43       | 6      |
| 6       | Tunesië          | 5           | 0           | 5           | 0    | 15   | -15   | 101       | 225       | -124      | 5      |

| Ronde          | Datum | Plaats           | Land | Score      | Land |
| -------------- | ----- | ---------------- | ---- | ---------- | ---- |
| Groepsfase     |       |                  |      |            |      |
| 18 september   | Seoel | Tunesië          | 0-3  | Argentinië |      |
| 19 september   | Seoel | Japan            | 1-3  | Argentinië |      |
| 22 september   | Seoel | Verenigde Staten | 3-2  | Argentinië |      |
| 24 september   | Seoel | Argentinië       | 3-0  | Nederland  |      |
| 26 september   | Seoel | Frankrijk        | 3-0  | Argentinië |      |
| Halve finale   |       |                  |      |            |      |
| 30 september   | Seoel | Sovjet-Unie      | 3-0  | Argentinië |      |
| Bronzen finale |       |                  |      |            |      |
| 30 september   | Seoel | Argentinië       | 3-2  | Zuid-Korea |      |

### Wielersport
| Olympiër                                                    | Discipline                    | Resultaat | Prestatie                                                              |
| ----------------------------------------------------------- | ----------------------------- | --------- | ---------------------------------------------------------------------- |
| Gustavo Faris                                               | sprint (m)                    | 13e       | kwalificatie: 15e in 11,187 1e ronde: 3e 1e ronde herkansingen: 2e     |
| Marcelo Alexandre                                           | tijdrit (m)                   | 13e       | 1.06,925                                                               |
| Gabriel Curuchet                                            | individuele achtervolging (m) | 13e       | kwalificatie: 12e in 4.47,18 1e ronde: V van POL Dawidowicz in 4.50,75 |
| Gabriel Curuchet Jorge Gaday Sergio Llamazares Rubén Priede | ploegenachtervolging (m)      | 17e       | kwalificatie: 4.29,90                                                  |
| Juan Curuchet                                               | puntenkoers (m)               | 5e        | serie 2: 5e (11 punten) finale: 5e op 1 ronde (18 punten)              |

### Worstelen
| Olympiër         | Discipline  | Resultaat   | Prestatie                                                                                           |
| Vrije stijl      | Vrije stijl | Vrije stijl | Vrije stijl                                                                                         |
| ---------------- | ----------- | ----------- | --------------------------------------------------------------------------------------------------- |
| Daniel Navarrete | -68kg (m)   | 17e         | 1e ronde groep B: 8e V van AUS Brown: punten W van JOR Al-Masri: punten V van KOR Jang-Soon: punten |
| Daniel Iglesias  | -82kg (m)   | 17e         | 1e ronde groep A: 8e W van GAM Jarju: fall V van EGY Ramadan Hussein: punten V van TCH Lohyňa: fall |
| Grieks-Romeins   |             |             | |
| Daniel Navarrete | -68kg (m)   | 25e         | 1e ronde groep A: 14e V van ESP Barcia: punten V van PAN Hidalgo: passiviteit                       |
| Daniel Iglesias  | -82kg (m)   | 15e         | 1e ronde groep B: 9e V van KOR Sang-Kyu: punten V van JPN Makai: punten                             |

### Zeilen
| Olympiër                               | Discipline     | Resultaat | Prestatie                                     |
| -------------------------------------- | -------------- | --------- | --------------------------------------------- |
| Gonzalo Campero                        | finn (m)       | 17e       | 123 punten: (20-23-7-opgave-13-8-16)          |
| Jorge García Velazco                   | divisie II (m) | 7e        | 70,1 punten: (6-11-3-12-6-4-10)               |
| Fernando García Guevara Diego Minguens | tornado        | 23e       | 169 punten: (opgave-21-16-opgave-DNC-DNC-DNC) |
| Carlos Irigoyen Guillermo Parada       | 470 (m)        | 19e       | 140 punten: (17-21-23-22-16-15-13)            |
| Julio Labandeira Alberto Zanetti       | star           | 16e       | 119 punten: (15-16-15-10-15-13-15)            |
| Pedro Ferrero Raúl Lena Santiago Lange | soling         | 9e        | 82 punten: (15-13-1-8-8-11-12)                |

### Zwemmen
| Olympiër         | Discipline          | Resultaat | Prestatie                  |
| ---------------- | ------------------- | --------- | -------------------------- |
| Valentina Aracil | 100m schoolslag (v) | 35e       | serie 2: 5e in 1.19,60     |
| Alicia Boscatto  | 100m schoolslag (v) | 33e       | serie 2: 3e in 1.15,67     |
| Valentina Aracil | 200m schoolslag (v) | DSQ       | serie 2: gediskwalificeerd |
| Alicia Boscatto  | 200m schoolslag (v) | 39e       | serie 3: 7e in 2.45,80     |
| Valentina Aracil | 200m wisselslag (v) | 30e       | serie 2: 7e in 2.31,53     |
| Valentina Aracil | 400m wisselslag (v) | 28e       | serie 1: 5e in 5.19,17     |

Afghanistan · Algerije · Amerikaanse Maagdeneilanden · Amerikaans-Samoa · Andorra · Angola · Antigua en Barbuda · Argentinië · Aruba · Australië · Bahama’s · Bahrein · Bangladesh · Barbados · België · Belize · Benin · Bermuda · Bhutan · Birma · Bolivia · Bondsrepubliek Duitsland · Botswana · Brazilië · Britse Maagdeneilanden · Brunei · Bulgarije · Burkina Faso · Canada · Centraal-Afrikaanse Republiek · Chili · China · Chinees Taipei · Colombia · Congo-Brazzaville · Cookeilanden · Costa Rica · Cyprus · Denemarken · Djibouti · Dominicaanse Republiek · Duitse Democratische Republiek · Ecuador · Egypte · El Salvador · Equatoriaal-Guinea · Fiji · Filipijnen · Finland · Frankrijk · Gabon · Gambia · Ghana · Grenada · Griekenland · Groot-Brittannië · Guam · Guatemala · Guinee · Guyana · Haïti · Honduras · Hongarije · Hongkong · Ierland · IJsland · India · Indonesië · Irak · Iran · Israël · Italië · Ivoorkust · Jamaica · Japan · Joegoslavië · Jordanië · Kaaimaneilanden · Kameroen · Kenia · Koeweit · Laos · Lesotho · Libanon · Liberia · Libië · Liechtenstein · Luxemburg · Malawi · Malediven · Maleisië · Mali · Malta · Marokko · Mauritanië · Mauritius · Mexico · Monaco · Mongolië · Mozambique · Nederland · Nederlandse Antillen · Nepal · Nieuw-Zeeland · Niger · Nigeria · Noord-Jemen · Noorwegen · Oeganda · Oman · Oostenrijk · Pakistan · Panama · Papoea-Nieuw-Guinea · Paraguay · Peru · Polen · Portugal · Puerto Rico · Qatar · Roemenië · Rwanda · Saint Vincent en de Grenadines · Salomonseilanden · Samoa · San Marino · Saoedi-Arabië · Senegal · Sierra Leone · Singapore · Soedan · Somalië · Sovjet-Unie · Spanje · Sri Lanka · Suriname · Swaziland · Syrië · Tanzania · Thailand · Togo · Tonga · Trinidad en Tobago · Tsjaad · Tsjecho-Slowakije · Tunesië · Turkije · Uruguay · Vanuatu · Venezuela · Verenigde Arabische Emiraten · Verenigde Staten · Vietnam · Zaïre · Zambia · Zimbabwe · Zuid-Jemen · Zuid-Korea · Zweden · Zwitserland